# Александар Александрович
Александар Јарославович Александрович (укр. Александар Ярославович Александрович; Теребовља, Тернопољска област, 20. август 1971) украјински је дипломата. Некадашњи је амбасадор Украјине у Србији.

## Биографија
Завршио је Кијевски државни универзитет Тарас Шевченко, смер романско-германске филологије 1994. године и ElliotSchool, Универзитет Џорџа Вашингтона (САД) 2009. године.
Од 1995. до 1996. године био је аташе одељења земаља Западне Европе Управе за Европу и Америку Министра спољних послова Украјине
1996 – 1997 - Аташе Амбасаде Украјине у Краљевини Белгији
1997 – 1998 - Трећи секретар Амбасаде Украјине у Краљевини Бељгији
1998 – 2000 - Први секретар Секретаријата Министра спољних послова Украјине
2000 – 2001 - Први секретар одељења политичког планирања Управе за политичке анализе и информисање Дирекције за политику и безбедност МСП-а Украјине
2001 – 2002 - Први секретар Сталног представништва Украјине при Савету Европе
2002 – 2004 - Саветник Сталног представништва Украјине при Савету Европе
2004 – 2005 - Главни саветник Управе за политичке анализе и информисање Министра спољних послова Украјине
2005 – 2005 - Заменик Директора Кабинета Министра спољних послова Украјине
2005 – 2006 - Директор Дирекције Секретаријата Министра спољних послова Украјине
2006 – 2010 - Саветник, саветник-министар Амбасаде Украјине у САД
2010 – 2011 - Директор Дирекције за политику и безбедност Министра спољних послова Украјине
2011 – 2012 - Директор Дирекције за евроатлантску сарадњу, контролу наоружања и војно-техничку сарадњу Министра спољних послова Украјине
2012 – 2014 - Директор Дирекције за међународну безбедност и разоружање Министра спољних послова Украјине
2014 – 2014 - Директор Дирекције за Европу Министра спољних послова Украјине
2014 - 2015 - Директор Прве европске дирекције Министра спољних послова Украјине
Од 2. јуна 2015 - Амбасадор Украјине у Републици Србији